# Conde de Margaride
Conde de Margaride é um título nobiliárquico criado por D. Luís I de Portugal, por Decreto de 4 de Março de 1877, em favor de Luís Cardoso Martins da Costa de Macedo, antes 1.º Visconde de Margaride.
Titulares
1. Luís Cardoso Martins da Costa de Macedo, 1.º Visconde e 1.º Conde de Margaride.

Após a Implantação da República Portuguesa, e com o fim do sistema nobiliárquico, usaram o título: 
1. Henrique Cardoso de Macedo Martins de Meneses, 2.º Conde de Margaride;
2. João Manuel Correia de Barros Cardoso de Macedo de Meneses, 3.º Conde de Margaride.